# Abrud (fiume)
L'Abrud (in ungherese Abrud-patak) è un piccolo fiume che scorre tra i Monti Apuseni, nella Romania occidentale, affluente di destra dell'Arieș. Il fiume scorre attraverso la città di Abrud, immettendosi nell'Arieș presso la cittadina di Câmpeni. Esso ha numerosi affluenti, tra cui Izbicioara, Cerniţa, Valea Albă, Pârâul Buciumanilor, Abruzel e Roșia.

## Affluenti
- Abruzel